# Banovina de Croàcia
Banavina és el nom que va portar Croàcia del 1939 al 1941, quan es va constituir en territori autònom dins del Regne de Iugoslàvia.
El nom deriva de «ban» que era el títol tradicional que portaven els governants de Croàcia.